# نینتندو دی‌اس لایت
نینتندو دی‌اس لایت (به انگلیسی: Nintendo DS Lite) یک کنسول بازی دستی دو صفحه ای است که توسط نینتندو توسعه و تولید شده‌است. این کنسول دومین نسخه از خانواده نینتندو دی‌اس است که باریک‌تر، درخشان تر و سبک‌تر از نسخه اصلی است. تا ۳۱ مارس ۲۰۱۴، دی‌اس لایت بیش از ۹۳٫۸۶ میلیون دستگاه در سراسر جهان فروخته‌است.

## نگارخانه
- تصویری نزدیک از کنسول
- باز شده
- دکمه‌های Start و Select به زیر گروه دکمه‌های A, B، X و Y منتقل شده‌اند
- جلو، با نوار لغزنده کنترل صدا در سمت چپ، جک هدفون در سمت راست و شیار Game Boy Advance در وسط
- قلم بازسازی شده و کلید برق تغییر مکان یافته
- سبد خرید و قلم پرکننده Game Boy Advance زیر کنسول
- کنسول نینتندو دی‌اس لایت (سمت چپ) و دی‌اس (راست)